# Вирус (албум Дада Полументе)
Вирус је шести студијски албум црногорског поп-фолк певача Дада Полументе издат 2011. године за Гранд продакшн. На албуму се налазе хитови Вирус и Хипнотисан, као и Партиманијак дует са Ин вивом. Такође ту је и песма Вечерас колаборација са Цвијом, а албум је промовисан у емисијама телевизије DM SAT.

## Списак песама
| №  | Назив              | Текст                       | Музика               | Трајање |  |
| 1. | Вирус              | Дадо Полумента              | Ферди Јашари         | 3:31    |  |
| 2. | Есма               | Саша Јанковић               | Александар Домић     | 4:53    |  |
| 3. | Хипнотисан         | Вуксан Билановић            | Дадо Полумента       | 3:44    |  |
| 4. | Вечерас            | Цвија, Дадо Полумента       | Сенад Бислими        | 3:14    |  |
| 5. | Ти ниси права жена | Дадо Полумента              | MC Yankoo            | 3:37    |  |
| 6. | Балкан             | Дадо Полумента, Ем си Јанко | MC Stojan            | 3:44    |  |
| 7. | Женим се           | Катарина Јовановић          | Ферди Јашари         | 4:02    |  |
| 8. | Партиманијак       | In vivo (музичка група)     | Ин виво              | 4:20    |  |
| 9. | Ко зна гдје си     | Дадо Полумента              | Кириакос Пападопулус | 3:54    |  |